# 桐山智花
桐山 智花（きりやま ともか、1984年6月22日  - ）は、日本の女性声優、歌手。コントロールプロダクション所属、以前はトリアスに所属していた。福岡県出身。2012年12月に芸名を金原 朋未（かなはら ともみ）から現芸名へ改名している。夫は同じく声優の二又一成であり、1児の母。

## 出演
太字はメインキャラクター。

### テレビアニメ
- それいけ!アンパンマン（2014年 - 2022年、子供、モモコちゃん〈2代目〉、男の子、おバチちゃん〈3代目〉、ネコ美 、クマ太 他）
- HUNTER×HUNTER（第2作）（2014年、ビゼフの女B、ピヨン[5]）

### ドラマCD
- 今までで一番やさしい経済の教科書（マスコットキャラクター）
- 占い八百屋（定吉）
- コハダは大トロより、なぜ儲かるのか？（木村 真奈美）
- 時の書（祖母）
- バブンチョフシリーズ（レモンママ）
- 人材派遣のCCC〜ヘルサマー・キャンペーン〜（赤城 裕一）

### ラジオドラマ
- 沖縄タイフーンFM ヘルスケアプランナー紀々が聴く！ 内配信「健康サポーターえむぞぅくん」（えむぞぅ）

### webラジオ
- 音泉 軽茶しんどろ〜む レギュラー出演 番組内「桐山智花のコレがオススメ！」コーナーメインパーソナリティ

### 歌唱
- 歌って覚えよう百人一首（チュナ&トモ）
- エネラTVCFソング
- 音泉 軽茶しんどろ〜む  番組内「桐山智花のコレがオススメ！」主題歌　ダイタンフライト
- 学校保健 歌と絵で広げる健康の輪 イメージソング 『てあらいサンバ』『はみがきHa!Ha!Ha!』『はやねはやおきあさごはん』、他
- ときわ書店テーマソング
- フィーバー蒲田行進曲 テーマソング「走り続けて」「振り向かず 振り返らないで」
- jAcKp☆TrASH＜The Gate of Dreams＞
- マキシシングル笑顔の伝染「笑顔の伝染」「旅立ちの風～さよならはまた出逢うために～」（跡見あい、岡本悠希との三人ユニットでリリース）

### ナレーション
- スルッと TVショッピングナレーション
- 東邦大学 テレビCM サウンドロゴ
- ときわ書店 店内・ラジオCMナレーション 、他
- ニッスイ 工場安全ビデオナレーション
- ASCII.jp webナレーション

### その他
- 原付萌奈美[6]